# Bagley (Wisconsin)
Bagley é uma vila localizada no estado norte-americano de Wisconsin, no Condado de Grant.

## Demografia
Segundo o censo norte-americano de 2000, a sua população era de 339 habitantes.
Em 2006, foi estimada uma população de 340, um aumento de 1 (0.3%).

## Geografia
De acordo com o United States Census Bureau tem uma área de
2,0 km², dos quais 1,9 km² cobertos por terra e 0,1 km² cobertos por água.

## Localidades na vizinhança
O diagrama seguinte representa as localidades num raio de 16 km ao redor de Bagley.